# Jaap (stripreeks)

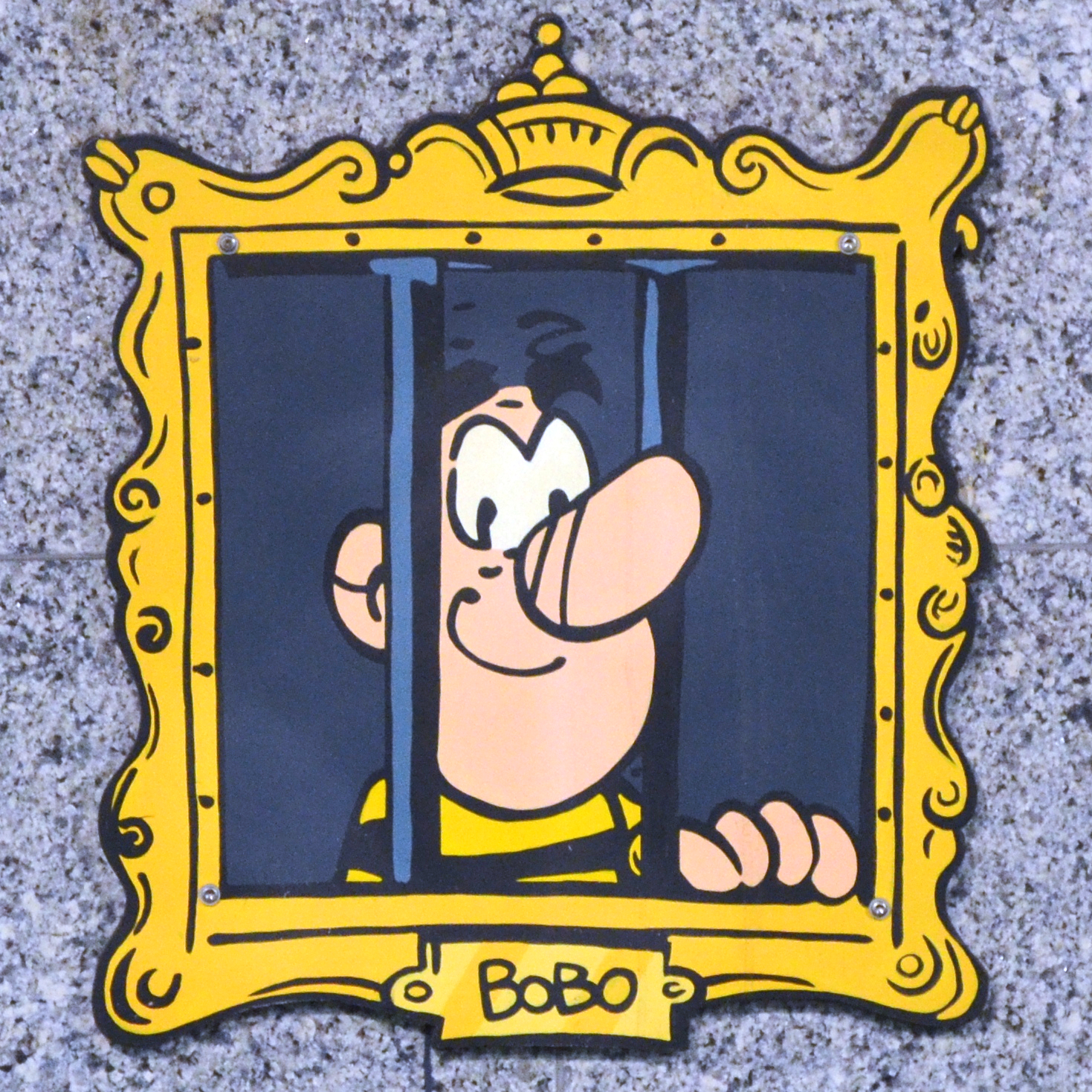
Jaap (Bobo) in het metrostation Janson in Charleroi

Jaap (Frans: Bobo) is een Belgische stripreeks gecreëerd door Maurice Rosy en Paul Deliège. De strip verscheen voor het eerst in 1961 in het stripblad Robbedoes (Spirou).

## Ontstaan
De figuur van Jaap werd bedacht door Maurice Rosy. Hij wou aantonen dat een stripheld geen positief personage moet zijn, niet moet evolueren in verschillende decors en niet allerlei verwikkelingen moet ontmoeten. Hij wilde zo het axioma van Charles Dupuis ontkrachten van wat een succesvolle strip moet zijn. Hij bedacht dus Jaap, een bajesklant die tevergeefs probeert uit de gevangenis te ontsnappen. Voor Jaap koos hij Paul Deliège als tekenaar. Die laatste had nood aan een opsteker nadat zijn vorige serie in Robbedoes geen succes bleek. Jaap begon als een miniverhaal op klein formaat (dat is een verhaal geniet in het midden van het tijdschrift dat de lezer zelf moet uitknippen en plooien). Pas na vijf jaar en 40 miniverhalen verscheen in 1966 het eerste kortverhaal op normaal formaat in Robbedoes. Nadat Rosy in 1973 vertrok bij uitgeverij Dupuis, de uitgever van Robbedoes, stond Deliège alleen in voor tekst en tekeningen. Hij zou dit blijven doen tot 1996.

## Verhaal
Jaap is een humorstrip met eenvoudige tekeningen en personages die constant in beweging zijn. De gags maken gebruik van herhalingen en woordspelingen. Geleidelijk aan werd het universum van Jaap bevolkt met verschillende nevenpersonages: de paternalistische directeur van de gevangenis, verschillende bewakers en medegevangenen.

## Albums
Van de strip Jaap verschenen tussen 1977 en 1997 zestien Nederlandstalige albums bij uitgeverij Dupuis.
1. Jaap vliegt eruit (1977)
2. Jaap de zee in (1978)
3. Jaap wat een troep! (1980)
4. De vrijheid op zak (1981)
5. Naar de maan (1982)
6. De levende kanonskogel (1983)
7. De nobele nor (1985)
8. De vrijwilliger (1986)
9. De beroeps (1987)
10. Het opvliegende tapijt (1988)
11. De handenloper (1989)
12. Tussen vier muren (1990)
13. Een vreemde vogel (1991)
14. Een muur te hoog (1992)
15. Rijk zijn kost geld (1994)
16. De eerste steen (1997)